# Innri-Timburgatnatindur
Innri-Timburgatnatindur är en bergstopp i republiken Island. Den ligger i regionen Austurland, 400 km öster om huvudstaden Reykjavík. Toppen på Innri-Timburgatnatindur är 851 meter över havet.
Närmaste större samhälle är Fáskrúðsfjörður, omkring 11 kilometer norr om Innri-Timburgatnatindur.